# Acrolophus empedocles
Acrolophus empedocles är en fjärilsart som beskrevs av Edward Meyrick 1930. Acrolophus empedocles ingår i släktet Acrolophus och familjen Acrolophidae. Inga underarter finns listade i Catalogue of Life.